# Le Tartre-Gaudran
 Le Tartre-Gaudran  es una población y comuna francesa, en la región de Isla de Francia, departamento de Yvelines, en el distrito de Mantes-la-Jolie y cantón de Houdan.

## Demografía
| 23 | 14 | 18 | 18 | 27 | 29 |
| Para los censos de 1962 a 1999 la población legal corresponde a la población sin duplicidades (Fuente: INSEE [Consultar]) |    |    |    |    |    |